# Pseudanthera breadalbanensis
Pseudanthera breadalbanensis là một loài thực vật có hoa trong họ Lan. Loài này được McKean miêu tả khoa học đầu tiên năm 1982.